# Sungai Pinang Lagati
Sungai Pinang Lagati is een bestuurslaag in het regentschap Ogan Ilir van de provincie Zuid-Sumatra, Indonesië. Sungai Pinang Lagati telt 1739 inwoners (volkstelling 2010).